# Элегия мадонны Фьямметты
«Элегия мадонны Фьямметты» (итал. Elegia di Madonna Fiammetta) — повесть Джованни Боккаччо, написанная примерно в 1343—1344 годах, впервые напечатанная в 1472 году.

## Сюжет
Повествование ведётся от первого лица, причём рассказчиком является женщина по имени Фьямметта. По её словам, она была счастлива, но однажды увидела страшный сон о том, что её ужалила змея. На следующий день Фьямметта влюбилась в юношу по имени Панфило. Её чувство оказалось взаимным, но позже Панфило пришлось уехать во Флоренцию по делам. Он пообещал возлюбленной вернуться. Когда прошли все сроки, Фьяметта узнала, что Панфило женился. Ещё через год выяснилось, что женился его отец, а Панфило влюбился в одну из флорентийских красавиц. Фьяметта решила броситься с башни, но её остановила кормилица.
В конце повести Фьямметта сравнивает свои бедствия с судьбами женщин древности и доказывает, что ей пришлось испытать больше горя.

## Значение
Фьяметта — имя возлюбленной Боккаччо, которая его бросила. Таким образом, писатель использовал в повести личный опыт, но отзеркалил его, сделав главной героиней брошенную девушку. В основе «Элегии» лежит жанровая традиция (в частности, «Героиды» Овидия), но Боккаччо её радикально модернизировал. трактовка внутреннего мира персонажей, по словам литературоведа М. Андреева, «сводится к умелому комбинированию риторических топосов». При этом «Элегия мадонны Фьяметты» уникальна для своей эпохи как произведение, написанное от лица женщины, и является одним из первых произведений любовно-психологического жанра в европейской литературе.